# Трозубац
Трозубац је оружје налик копљу које на врху има три велика метална зуба, познат је из грчке митологије јер га је имао бог Посејдон односно Нептун код Римљана, али и др. богови. Трозубац је симбол три највећа острва Атлантиде. 
Најпре је служио само за риболов. У време Римског царства трозубац (tridens) је било често оружје гладијатора (retiari) у арени. 
Трозубац је отиснут на новцу неких античких градова.
Златни трозубац, који води порекло од византијске хералдике, данас је мотив грба Украјине. Трозубац је приказан и на застави Барбадоса. Италијански произвођач аутомобила Масерати користи трозубац као свој заштитни знак.

## Галерија
- Посејдон са трозупцем (плоча из Коринта, 550–525 п. н. е, Музеј Лувр).
- Статуа бога Шиве са трозупцем (Делхи у Индији)
- Грб Украјине
- Застава Барбадоса